# 山形県の市町村旗一覧
山形県の市町村旗一覧（やまがたけんのしちょうそんきいちらん）は、山形県内の市町村に制定されている、あるいは制定されていた市町村旗の一覧である。なお、一覧の順序は全国地方公共団体コード順による。廃止された市町村旗は廃止日から順に掲載している。

## 市部
| 市       | 市旗 | 制定有無 | 制定日         | 旗の色                                                 | 備考                                                         |
| -------- | ---- | -------- | -------------- | ------------------------------------------------------ | ------------------------------------------------------------ |
| 山形市   |      | あり     | 1964年12月11日 | 地色は緑色であり、紋章は白色が指定されている           |                                                              |
| 米沢市   |      | なし     | なし           | 地色は濃紫色であり、紋章は白色が指定されている         |                                                              |
| 鶴岡市   |      | なし     | なし           | 地色は白色であり、紋章は紺色が指定されている           | 旧・鶴岡市制時に制定され、新市制施行後に継承される           |
| 酒田市   |      | なし     | なし           | 地色は白色であり、紋章は指定色が指定されている         | 2代目の市旗である                                            |
| 新庄市   |      | なし     | なし           | 地色は茄子紺色であり、紋章は白色が指定されている       |                                                              |
| 寒河江市 |      | なし     | なし           | 地色は白色であり、紋章は赤色が指定されている           |                                                              |
| 上山市   |      | あり     | 1975年1月10日  | 地色は青紫であり、紋章は白色が指定されている           |                                                              |
| 村山市   |      | なし     | なし           | 地色は青緑色であり、紋章は赤色が指定されている         |                                                              |
| 長井市   |      | あり     | 1963年10月17日 | 地色は紫色であり、紋章は白色が指定されている           |                                                              |
| 天童市   |      | あり     | 1989年12月13日 | 地色は青紫色であり、紋章は赤色が指定されている         | 1963年4月1日に制定されたものを1989年12月13日に再制定している |
| 東根市   |      | なし     | なし           | 地色は明青色であり、紋章は黄色が指定されている         |                                                              |
| 尾花沢市 |      | あり     | 2009年4月1日   | 地色は青紫であり、紋章は白色が指定されている           |                                                              |
| 南陽市   |      | なし     | なし           | 地色はワインカラー色であり、紋章は白色が指定されている |                                                              |

## 町村部
| 郡       | 町村     | 町村旗 | 制定有無 | 制定日        | 旗の色 | 備考                                              |
| -------- | -------- | ------ | -------- | ------------- | --- | ------------------------------------------------- |
| 東村山郡 | 山辺町   |        | なし     | なし          | 地色は紫色であり、紋章は白色が指定されている                                                              |                                                   |
| 東村山郡 | 中山町   |        | なし     | なし          | 地色は青色であり、紋章は白色が指定されている                                                              |                                                   |
| 西村山郡 | 河北町   |        | なし     | なし          | 地色は臙脂色であり、紋章は白色が指定されている                                                            |                                                   |
| 西村山郡 | 西川町   |        | なし     | なし          | 地色は臙脂色であり、紋章は白色が指定されている                                                            |                                                   |
| 西村山郡 | 大江町   |        | なし     | なし          | 地色は水色であり、紋章は白色が指定されている                                                              |                                                   |
| 西村山郡 | 朝日町   |        | なし     | なし          | 地色は臙脂色であり、紋章は白色が指定されている                                                            |                                                   |
| 北村山郡 | 大石田町 |        | なし     | なし          | 地色は緑色であり、紋章は白色が指定されている                                                              |                                                   |
| 最上郡   | 金山町   |        | あり     | 1972年6月10日 | 地色は青色であり、紋章は白色が指定されている                                                              |                                                   |
| 最上郡   | 最上町   |        | なし     | なし          | 地色は緑色であり、紋章は白色が指定されている                                                              |                                                   |
| 最上郡   | 舟形町   |        | なし     | なし          | 地色は藤色であり、紋章は白色が指定されている                                                              |                                                   |
| 最上郡   | 真室川町 |        | なし     | なし          | 地色は深緑色であり、紋章は白色が指定されている                                                            |                                                   |
| 最上郡   | 大蔵村   |        | なし     | なし          | 地色は緑色であり、紋章は白色が指定されている                                                              |                                                   |
| 最上郡   | 鮭川村   |        | なし     | なし          | 地色は紫色であり、紋章は白色が指定されている                                                              |                                                   |
| 最上郡   | 戸沢村   |        | なし     | なし          | 地色は紫色であり、紋章は白色が指定されている                                                              |                                                   |
| 東置賜郡 | 高畠町   |        | なし     | なし          | 地色は臙脂色であり、紋章は白色が指定されている                                                            |                                                   |
| 東置賜郡 | 川西町   |        | なし     | なし          | 地色は臙脂色であり、紋章は白色が指定されている                                                            |                                                   |
| 西置賜郡 | 小国町   |        | なし     | なし          | 地色は白色であり、紋章は緑色が指定されている                                                              |                                                   |
| 西置賜郡 | 白鷹町   |        | あり     | 2004年4月1日  | 地色は緑色であり、紋章は黒色の渕付の白色抜きが指定されている （同様に黒色の渕の外にも白色の渕付を付ける） | 2004年3月25日に公表され、同年4月1日から施行される |
| 西置賜郡 | 飯豊町   |        | あり     | 1964年9月22日 | 地色は青緑色であり、紋章は白色が指定されている                                                            |                                                   |
| 東田川郡 | 三川町   |        | あり     | 1965年1月1日  | 地色は若草色であり、紋章は黄色が指定されている                                                            | 三川村旗として制定され、町制施行後に継承される    |
| 東田川郡 | 庄内町   |        | なし     | なし          | 地色は白色であり、紋章は指定色が指定されている                                                            |                                                   |
| 飽海郡   | 遊佐町   |        | あり     | 1970年6月22日 | 地色は濃青味緑色であり、紋章は黄色が指定されている                                                        |                                                   |

## 廃止された市町村旗
| 市郡     | 町村   | 市町村章 | 由来 | 制定日     | 廃止日        | 旗の色                                       | 備考              |
| -------- | ------ | -------- | ---- | ---------- | ------------- | -------------------------------------------- | ----------------- |
| 東田川郡 | 櫛引町 |          | なし | なし       | 1982年3月26日 | -                                            | 初代の町旗である  |
| 東田川郡 | 余目町 |          | なし | なし       | 2005年7月1日  | 地色は緑色であり、紋章は白色が指定されている |                   |
| 東田川郡 | 立川町 |          | なし | なし       | 2005年7月1日  | 地色は橙色であり、紋章は黒色が指定されている |                   |
| 東田川郡 | 藤島町 |          | なし | なし       | 2005年10月1日 | 地色は緑色であり、紋章は白色が指定されている |                   |
| 東田川郡 | 羽黒町 |          | なし | なし       | 2005年10月1日 | -                                            |                   |
| 東田川郡 | 櫛引町 |          | なし | なし       | 2005年10月1日 | 地色は空色であり、紋章は白色が指定されている | 2代目の町旗である |
| 東田川郡 | 朝日村 |          | なし | なし       | 2005年10月1日 | -                                            |                   |
| 西田川郡 | 温海町 |          | なし | なし       | 2005年10月1日 | -                                            |                   |
| 酒田市   |        |          | なし | なし       | 2005年11月1日 | 地色は藍色であり、紋章は白色が指定されている | 初代の市旗である  |
| 飽海郡   | 八幡町 |          | あり | 1964年11月 | 2005年11月1日 | 地色は緑色であり、紋章は白色が指定されている |                   |
| 飽海郡   | 松山町 |          | なし | なし       | 2005年11月1日 | 地色は緑色であり、紋章は白色が指定されている |                   |
| 飽海郡   | 平田町 |          | なし | なし       | 2005年11月1日 | -                                            |                   |